# Orlando Corradi
Pour les articles homonymes, voir Corradi.
Orlando Corradi, né à Busto Arsizio le 18 février 1940 et mort à Milan le 7 novembre 2018, est un réalisateur, producteur et distributeur italien.

## Biographie
Orlando Corradi a notamment réalisé À la recherche du Titanic en 2004. Il est le fondateur et président de la société Mondo TV, maison de production de films d'animation, de téléfilms et de séries télé.

## Filmographie
- 1997 : Le roi David
- 1999 : La légende du Titanic
- 2004 : Mère Thérésa
- 2005 : Charlemagne
- 2005 : Quo Vadis
- 2005 : Spartacus
- 2006 : Padre Pio
- 2006 : Genghis Khan
- 2007 : Ramses
- 2008 : Les trois mousquetaires
- 2008 : Gormiti
- 2008 : Le Chemin de Josemaría
- 2012 : Gormiti: Nature Unleashed
- 2016 : Sissi, la jeune impératrice